# Classe Émeraude
La classe Émeraude est une classe de sous-marins construits pour la marine nationale française peu avant la Première Guerre mondiale. Six sous-marins la composent, et tous participent à la guerre.

## Évolutions
La classe Émeraude fait partie de la dernière génération de sous-marins purs. Les générations suivantes seront considérés comme des submersibles, c'est-à-dire des navires naviguant en surface et ne plongeant que pour le combat, et ce jusqu'à l’avènement de découvertes importantes sur la motorisation classique et l'arrivée de la propulsion nucléaire.
Les évolutions générales notables par rapport aux classes précédentes sont :
- Augmentation de la vitesse en surface et en plongée,
- Augmentation de la distance franchissable,
- Augmentation de l'armement,
- Amélioration de l'habitabilité pour l'équipage.

## Unités
- L'Emeraude (Q41), lancé le 6 août 1906, envoyé à la casse en novembre 1919.
- L'Opale (Q42), lancé le 20 novembre 1906, envoyé à la casse en novembre 1919.
- Le Rubis (Q43), lancé le 26 juin 1907, envoyé à la casse en novembre 1919.
- Le Saphir (Q44), lancé le 6 février 1908, coulé le 15 janvier 1915 pendant la bataille des Dardanelles.
- La Topaze (Q45), lancé le 2 juillet 1908, envoyé à la casse en novembre 1919, commandant lieutenant de vaisseau Gresser en 1915[2].
- La Turquoise (Q46), lancé le 3 août 1908. Endommagé par les Turcs, il est échoué le 30 octobre 1915, commandant lieutenant de vaisseau Ravenelle[2]. La Marine turque le renomme Mustecip Ombasi et le renfloue. Il n'entrera jamais en service, et retourne en France en 1919. En novembre de cette année, il est envoyé à la casse.

## Sources et bibliographie
- (en) Cet article est partiellement ou en totalité issu de l’article de Wikipédia en anglais intitulé « Émeraude class submarine » (voir la liste des auteurs).
- Auguste Thomazi, La guerre navale aux Dardanelles, Paris, Payot, 1926
- Jean Meyer et Martine Acerra, Histoire de la marine française : des origines à nos jours, Rennes, Ouest-France, 1994, 427 p. [détail de l’édition] (ISBN 2-7373-1129-2, BNF 35734655)
- Michel Vergé-Franceschi (dir.), Dictionnaire d'Histoire maritime, Paris, éditions Robert Laffont, coll. « Bouquins », 2002, 1508 p. (ISBN 2-221-08751-8 et 2-221-09744-0)
- Alain Boulaire, La Marine française : De la Royale de Richelieu aux missions d'aujourd'hui, Quimper, éditions Palantines, 2011, 383 p. (ISBN 978-2-35678-056-0)
- Rémi Monaque, Une histoire de la marine de guerre française, Paris, éditions Perrin, 2016, 526 p. (ISBN 978-2-262-03715-4)
- Jean-Michel Roche, Dictionnaire des bâtiments de la flotte de guerre française de Colbert à nos jours, t. II : 1870-2006, Millau, J.-M. Roche, 2005, 591 p. (ISBN 2-9525917-1-7)